# Tetracanthella
Tetracanthella är ett släkte av urinsekter. Tetracanthella ingår i familjen Isotomidae.

## Dottertaxa tillTetracanthella, i alfabetisk ordning[1][2]
- Tetracanthella acuminata
- Tetracanthella afurcata
- Tetracanthella albanordica
- Tetracanthella alpina
- Tetracanthella alticola
- Tetracanthella andalusiaca
- Tetracanthella anommatos
- Tetracanthella antoni
- Tetracanthella arctica
- Tetracanthella ariegica
- Tetracanthella bellingeri
- Tetracanthella bichaeta
- Tetracanthella bipartita
- Tetracanthella bosnia
- Tetracanthella brachyura
- Tetracanthella breviempodialis
- Tetracanthella brevifurca
- Tetracanthella caerulea
- Tetracanthella calcarata
- Tetracanthella californica
- Tetracanthella cantabrica
- Tetracanthella carpatica
- Tetracanthella cassagnaui
- Tetracanthella caucasica
- Tetracanthella christianseni
- Tetracanthella clandestina
- Tetracanthella coiffaiti
- Tetracanthella corsica
- Tetracanthella czernovae
- Tetracanthella dallaii
- Tetracanthella deficiens
- Tetracanthella deharvengi
- Tetracanthella elevata
- Tetracanthella emucronata
- Tetracanthella ethelae
- Tetracanthella fjellbergi
- Tetracanthella fluorina
- Tetracanthella franzi
- Tetracanthella fusca
- Tetracanthella gallica
- Tetracanthella gamae
- Tetracanthella gisini
- Tetracanthella grindbergsi
- Tetracanthella gruiae
- Tetracanthella hatipari
- Tetracanthella hellenica
- Tetracanthella hygropetrica
- Tetracanthella hystrix
- Tetracanthella intermedia
- Tetracanthella irregularis
- Tetracanthella juneaui
- Tetracanthella kendalli
- Tetracanthella ksenemani
- Tetracanthella lichnidis
- Tetracanthella luxemburgensis
- Tetracanthella mansurica
- Tetracanthella martini
- Tetracanthella martynovae
- Tetracanthella matthesii
- Tetracanthella montana
- Tetracanthella nitida
- Tetracanthella orientalis
- Tetracanthella osetica
- Tetracanthella pacifica
- Tetracanthella perezi
- Tetracanthella pilosa
- Tetracanthella proxima
- Tetracanthella pseudomontana
- Tetracanthella pyrenaica
- Tetracanthella quinqueoculata
- Tetracanthella raynalae
- Tetracanthella recta
- Tetracanthella reducta
- Tetracanthella religiosa
- Tetracanthella schalleri
- Tetracanthella selgae
- Tetracanthella septemsetosa
- Tetracanthella serrana
- Tetracanthella sexsetosa
- Tetracanthella sibirica
- Tetracanthella sigillata
- Tetracanthella similis
- Tetracanthella specifica
- Tetracanthella stachi
- Tetracanthella stebevae
- Tetracanthella steineri
- Tetracanthella strenzkei
- Tetracanthella subdeficiens
- Tetracanthella suursarensis
- Tetracanthella sylvatica
- Tetracanthella tarbae
- Tetracanthella transylvanica
- Tetracanthella travei
- Tetracanthella tuberculata
- Tetracanthella uniseta
- Tetracanthella wahlgreni